# Jemeres libres

Los Pentagon Papers que muestran los grupos disidentes en Indochina, y específicamente en Camboya.

Los Jemeres libres (en camboyano: ខ្មែរ សេរី pronunciación camboyano: [kʰmae seː.ˈrəj] "jemer libre") eran una fuerza guerrillera anticomunista y antimonárquica fundada por el nacionalista camboyano Son Ngoc Thanh. En 1959, publicó 'El Manifiesto del Jemer libre' afirmando que el rey Sihanouk estaba apoyando la 'comunización' de Camboya. En la década de 1960, los Jemeres Libres crecía en número, con la esperanza de convertirse en una importante fuerza política y de combate.
El objetivo principal de los Jemeres Libres era desestabilizar los poderes existentes a manos del entonces líder camboyano Norodom Sihanouk y derrocar su reinado, y convertirse en una parte permanente del cuerpo político camboyano.
La relativa falta de recursos de los Jemeres Libres, como la falta de tiempo y de apoyo en relación con la mayoría de los Jemeres Rojos y el Rey Sihanouk llevaron al eventual declive del grupo.